# Bufotes variabilis
Bufotes variabilis es una especie de anfibio anuro de la familia Bufonidae.

## Distribución geográfica
Esta especie habita:
- en el norte de Alemania, Dinamarca y el sur de Suecia;
- en Grecia, Chipre y Turquía;
- en Armenia, Azerbaiyán y Georgia;
- en el Líbano y Siria;
- en Irak e Irán;
- en Kazajistán y el sur de Rusia.[4]

Los especímenes de Israel, Jordania, Arabia Saudita y Yemen no están relacionados.

## Publicaciones originales
- Pallas, 1769 : Spicilegia zoologica : quibus novae imprimis et obscurae animalium species iconibus, descriptionibus atque commentariis illustrantur, vol. 7,[5]
- Müller, 1776 : Zoologiae Danicae Prodromus, seu Animalium Daniae et Norvegiae Indigenarum Characteres, Nomina, et Synonyma Imprimis Popularium.
- Rafinesque, 1814 : Fine del Prodromo dErpetologia Siciliana. Specchio delle Scienze, o, Giornale Enciclopedico di Sicilia, vol. 2, p. 102-104.
- Eiselt & Schmidtler, 1971 : Vorlaufige Mitteilung uber zwei neue Subspezies von Amphibia Salientia aus dem Iran. Annalen des Naturhistorischen Museums in Wien, vol. 75, p. 383-385
- Andrén & Nilson, 1979 : A new species of toad (Amphibia, Anura, Bufonidae) from the Kavir Desert, Iran. Journal of Herpetology, vol. 13, p. 93-100.